# البرتو مانگا
البرتو مانگا (انگلیسی: Alberto Manga؛ زادهٔ ۲۱ مهٔ ۱۹۸۰) بازیکن فوتبال اهل اسپانیا است.
از باشگاه‌هایی که در آن بازی کرده‌است می‌توان به باشگاه فوتبال بارسلونا سی، باشگاه فوتبال ژیرونا، باشگاه فوتبال سابادل، و باشگاه فوتبال بارسلونا بی اشاره کرد.
وی همچنین در تیم‌های ملی فوتبال زیر ۱۷ سال اسپانیا و زیر ۱۸ سال اسپانیا بازی کرده‌است.